# Мэтьюз, Джессика
Джессика Такман Мэтьюз (англ. Jessica Tuchman Mathews; р. 04.07.1946) — американский учёный.

## Биография
Дочь историка Барбары Такман. Супруга генерала en:Charles G. Boyd.
Окончила Radcliffe колледж (бакалавр искусств magna cum laude, 1967).
Степень доктора философии в Калифорнийском технологическом институте (1973), училась биохимии и биофизике.
В 1977—1979 годах возглавляла Офис глобальных проблем Совета национальной безопасности США.
В 1980—1982 годах член редколлегии "Washington Post".
В 1982—1993 годах работала в Институте мировых ресурсов (en:World Resources Institute).
В 1993—1997 годах работала в Совете по международным отношениям.
В 1997—2015 годах президент Фонда Карнеги за международный мир, ныне его почётный научный сотрудник.